# Parque Pleistocénico de Osorno
El parque Pleistocénico de Osorno es un parque temático que se caracteriza por exhibir esculturas de réplicas a escala real de la megafauna que habitó el sur de Chile hace más de 12 000 años. Está ubicado en el interior del Parque Urbano Chuyaca a orillas del río Damas en Osorno situado en la región de Los Lagos.
Entre las réplicas que componen la muestra se encuentran esculturas de un milodón, un tigre dientes de sable, un caballo y tres gonfoterios. Además, el parque ofrece diversas atracciones como la pista de patinaje sobre hielo, piscinas y el Museo Paleontológico Chuyaca entre otros espacios recreativos.

## Historia
En febrero de 1986 se reportó la presencia de vestigios de un animal prehistórico, hallados durante labores de excavación para edificar un nuevo conjunto de viviendas, en el lugar que actualmente se conoce como Villa Los Notros, en la zona de Pilauco. 
En el lugar se rescataron algunas piezas correspondientes a un húmero derecho y las ramas maxilares derecha e izquierda con sus molares, un molar, tres vértebras torácicas, y restos de huesos fragmentados no identificados, los que fueron descritos preliminarmente como restos de megafauna perteneciente a Cuvieronius hyodon.
El terreno que ocupa actualmente el parque ha tenido diferentes usos a lo largo del tiempo. A inicios del siglo XX, formó parte de la Quinta Hollstein; posteriormente fue utilizado como cementerio municipal y, en el año 1998, fue declarado área verde mediante una normativa sanitaria. Con una superficie de aproximadamente 82.000 metros cuadrados, el Parque Pleistocénico se integra al plan urbano de Osorno bajo el concepto de “Ciudad Parque”.

### Objetivo
El Parque fue creado con diversas finalidades como, permitir el aprendizaje sobre la megafauna extinta y el ecosistema del Pleistoceno mediante réplicas y actividades pedagógicas. Poner en valor el hallazgo del gonfoterio en Pilauco como un elemento distintivo de la identidad local, reconociendo su importancia científica y arqueológica, considerando que La Provincia de Osorno concentra más del 50% de los hallazgos de sitios paleontológicos registrados en la región de los lagos y región de los Ríos.
El proyecto buscaba dotar a la ciudad de un espacio con infraestructura adecuada para el deporte, el descanso y la vida al aire libre, con senderos, multicanchas, juegos, miradores y eventos comunitarios. Además de conservar y poner en valor el borde del río Damas, mediante la recuperación paisajística, la reforestación con especies del pleistoceno y la creación de un circuito verde dentro del concepto de Osorno ciudad parque.

### Obras escultóricas
Las esculturas del Parque Pleistocénico de Osorno, hechas por Pablo Jofré Flores, son réplicas a escala real de la megafauna extinta que habitó la zona hace más de 12.500 años, entre ellas el destacado Gonfoterio (Notiomastodon platensis), especie emparentada con los elefantes actuales.

También actualmente se están instalando réplicas de un ciervo Antifer, un Hemiauchenia y una familia de pilauquenses. Junto con las réplicas, igualmente en el parque se recrea lo más fielmente posible el hábitat prehistórico de estos animales en la época en el cual vivieron, incluido un pantano.

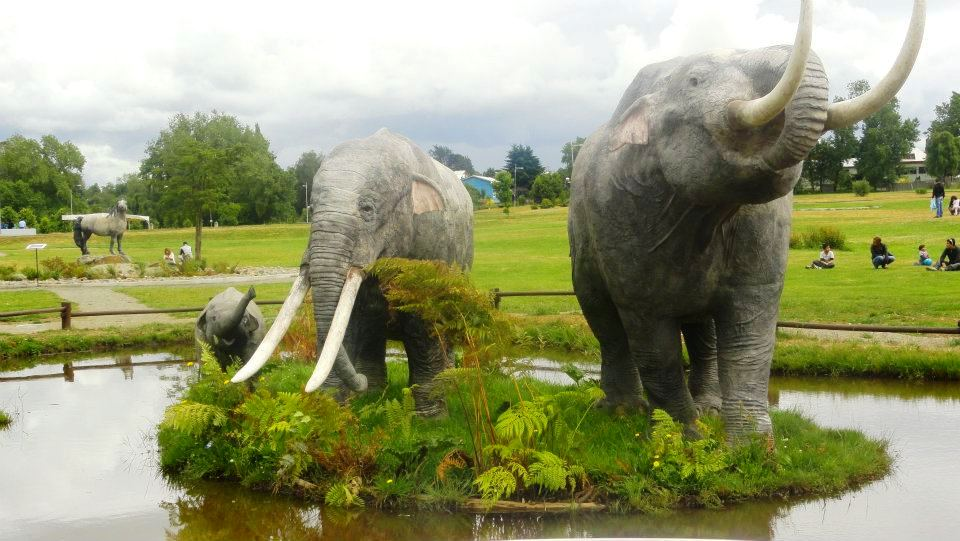
Esculturas de una manada de gonfoterios (Parque Chuyaca - Osorno)

#### Gonfoterios
En el sitio arqueológico Pilauco se registró una alta concentración de restos correspondientes a gonfoterios, siendo las costillas los elementos más abundantes. Además, se recuperaron otras piezas anatómicas como una tibia, huesos del tarso, vértebras, molares y un cráneo, lo que contribuye al conocimiento de la presencia y preservación de esta especie en el lugar

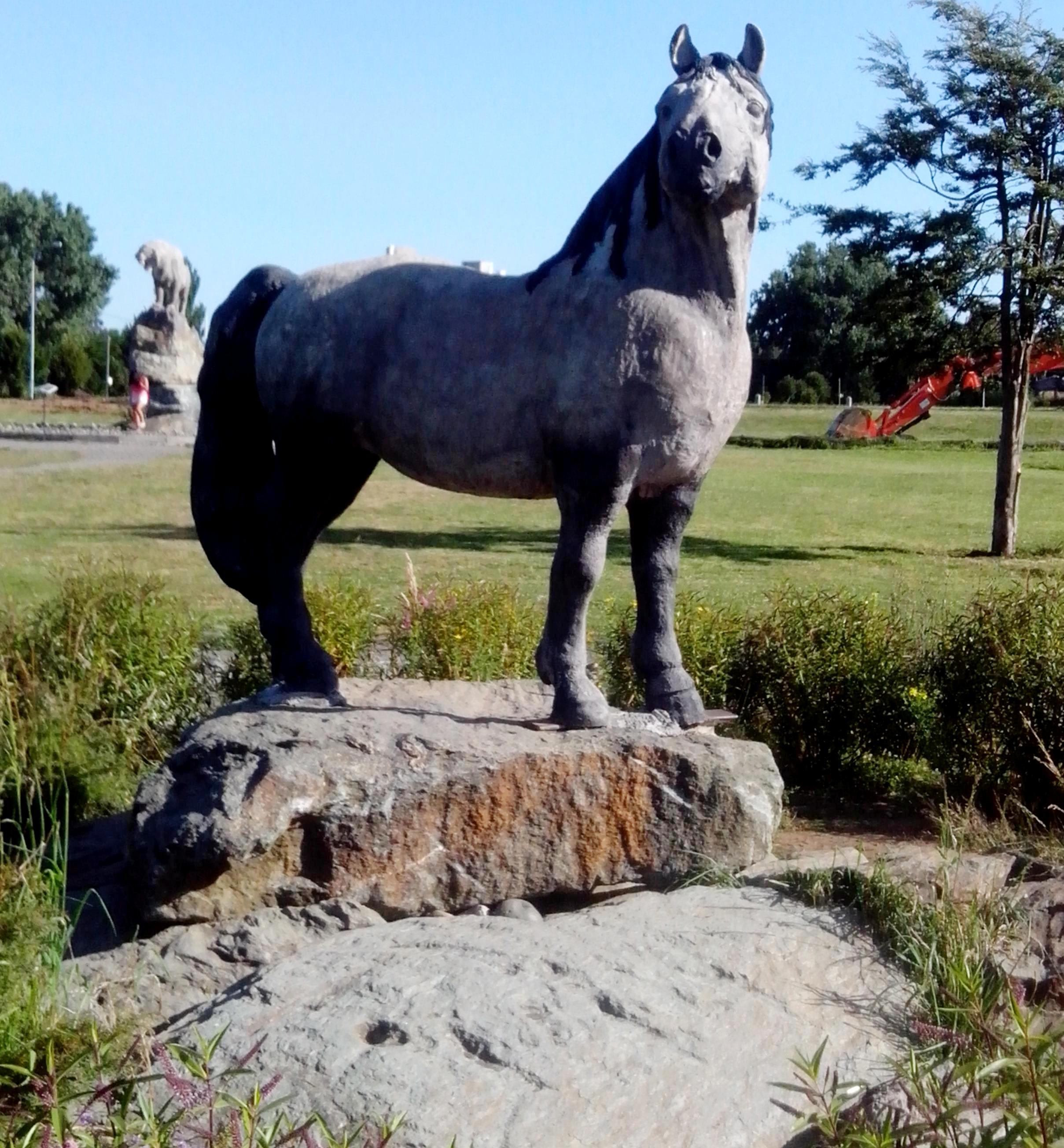
Escultura de un caballo sudamericano (Amerhippus) (Parque Chuyaca - Osorno)

#### Caballo
El análisis de catorce fósiles, que incluyeron dientes y huesos de caballo recuperados en el sitio Pilauco, permitió su clasificación dentro de la especie extinta Equus (Amerhippus) andium. Esta identificación taxonómica respalda la presencia de dicha especie en la zona centro-sur de Chile durante el Pleistoceno, aportando información relevante sobre la distribución de los équidos en el cono sur de América. 

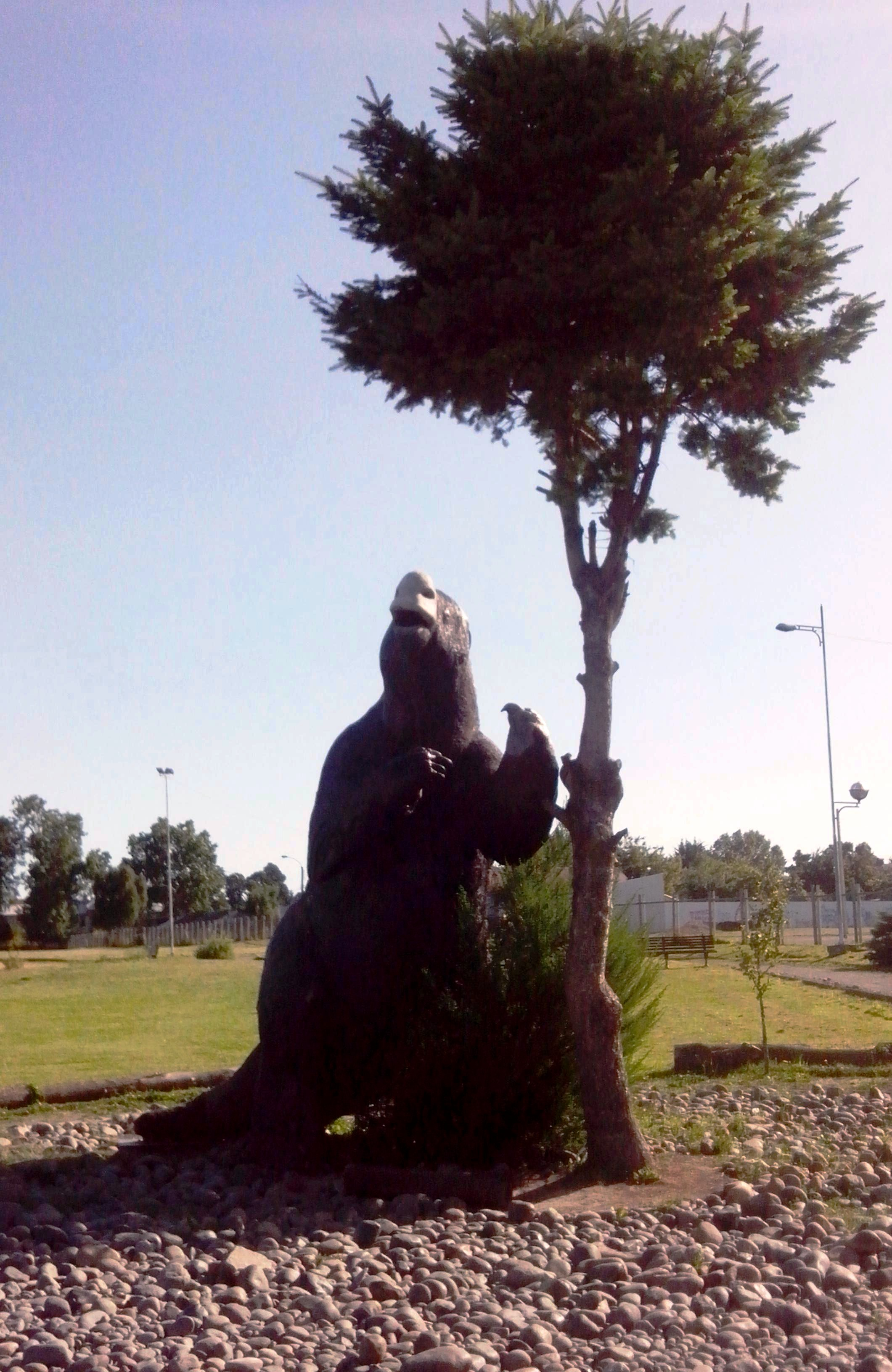
Escultura de un milodón (Parque Chuyaca - Osorno)

#### Milodón
En junio de 1900, se difundió internacionalmente la noticia de un presunto hallazgo relacionado con la posible supervivencia del perezoso gigante en la región de la Patagonia. La especie, considerada extinta desde el final del Pleistoceno, fue objeto de atención luego de que se encontrara un trozo de piel colgado de un árbol en el sector de La Última Esperanza, al sur de Chile. El material fue enviado a Londres, donde autoridades científicas declararon que pertenecía a un ejemplar de perezoso gigante. El evento provocó especulaciones en la prensa sobre la posibilidad de que la especie aún existiera, e incluso sobre su eventual domesticación en la región, aunque no se presentaron evidencias concluyentes que confirmaran estas hipótesis.

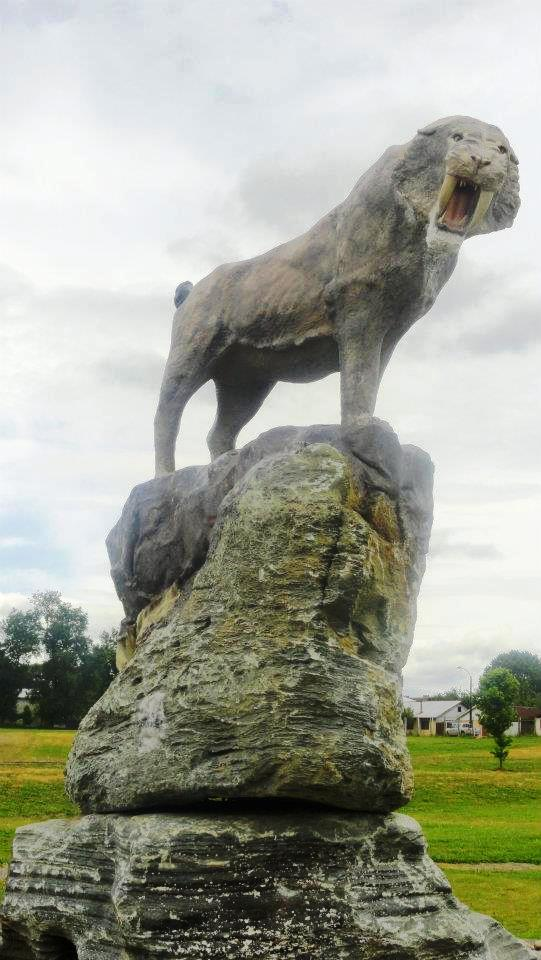
Escultura de un felino dientes de sable (Parque Chuyaca - Osorno)

#### Tigre dientes de sable
Mediante el análisis de restos fósiles provenientes de la región patagónica, se logró su asignación a la especie extinta Smilodon populator, basándose exclusivamente en el estudio de variables métricas. Esta metodología permitió establecer con un alto grado de certeza la identidad taxonómica de los ejemplares analizados. Los resultados obtenidos no solo respaldan la existencia de esta especie de félido prehistórico en el extremo austral del continente sudamericano, sino que además confirman su presencia específica en territorio chileno. Este hallazgo representó un aporte significativo al conocimiento sobre la distribución geográfica de los macairodontinos durante el Pleistoceno, y reforzó la importancia paleontológica de la región en el estudio de la megafauna extinta.

### Otras atracciones
Además de las esculturas de megafauna, el parque cuenta con diversas atracciones y equipamientos para la recreación, la educación y el esparcimiento comunitario como:
Su anfiteatro al aire libre, en donde se realizan actividades culturales, eventos escolares, presentaciones artísticas y encuentros comunitarios. Extensas áreas verdes, zonas de pícnic, senderos peatonales y rutas para trotar; Además de la presencia del Museo Paleontológico Chuyaca, museo en el cual se realizar la difusión de los restos paleontológicos del sitio Pilauco y juegos infantiles combinados —como torres con toboganes, pasarelas y estructuras de madera— Asimismo, multicanchas deportivas para la práctica de fútbol, básquetbol y otras disciplinas. Igualmente en parque es utilizado para realizar diversas exposiciones durante todo el año.

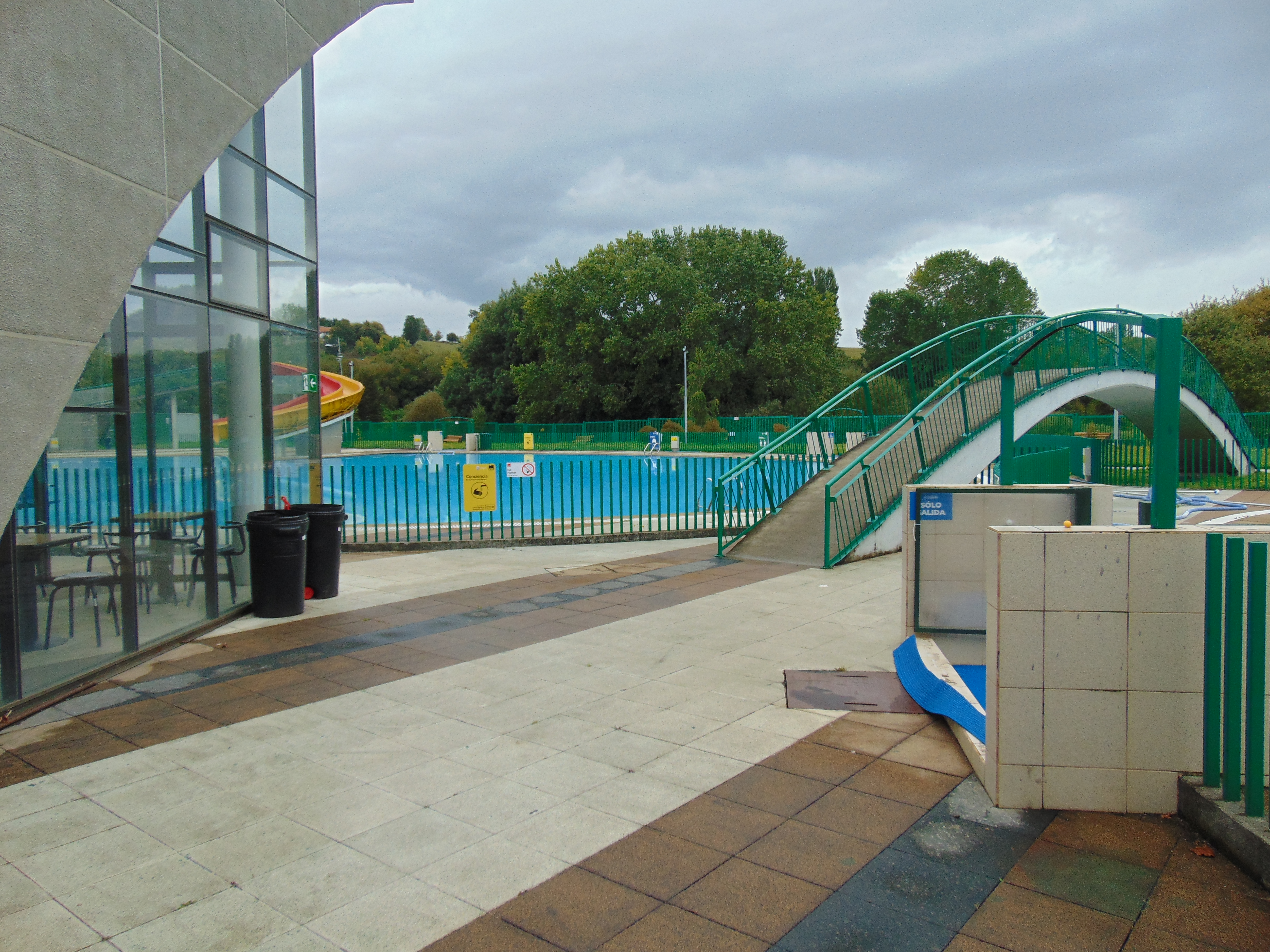
Piscina Chuyaca
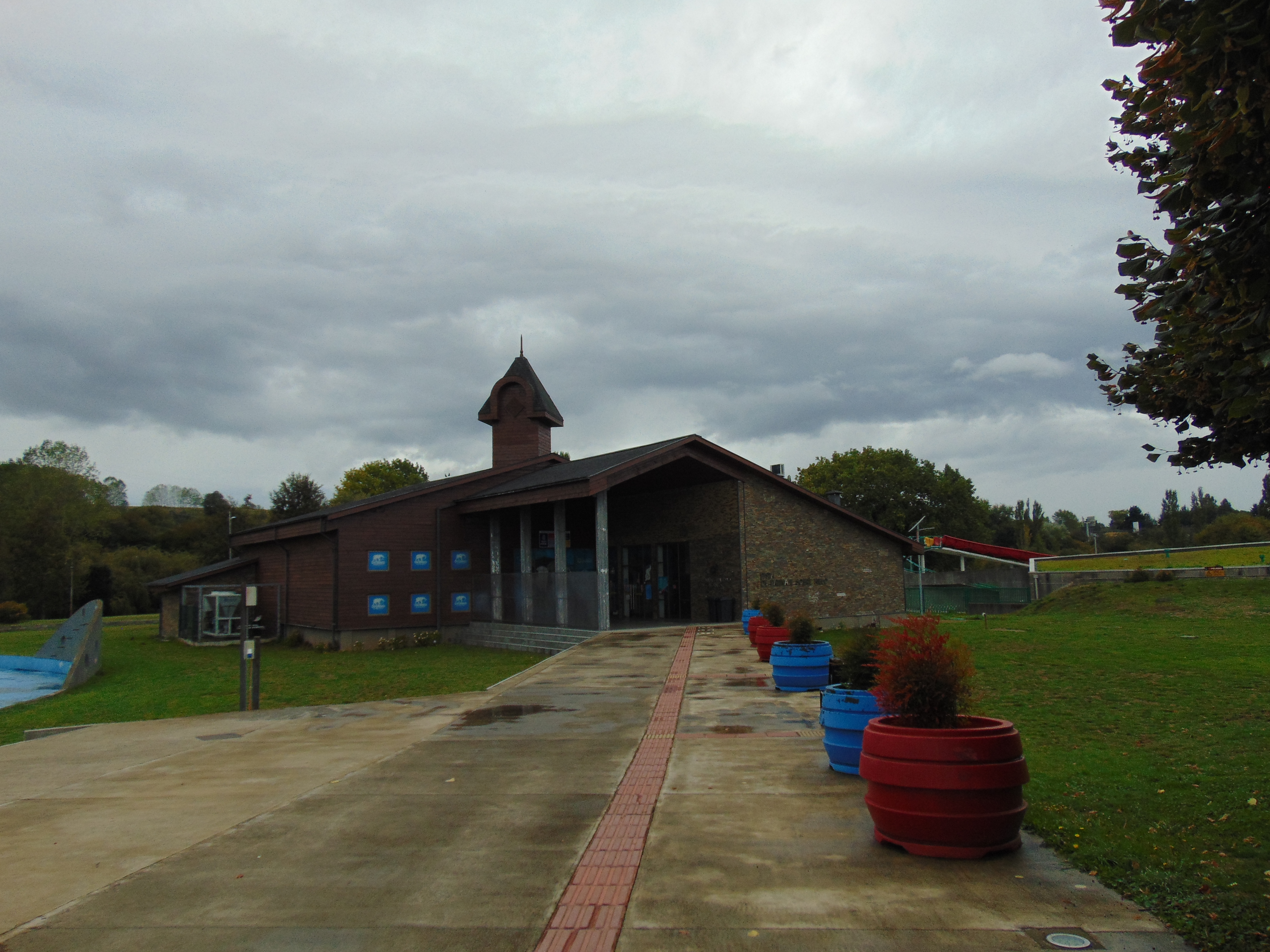
Pista de patinaje sobre hielo
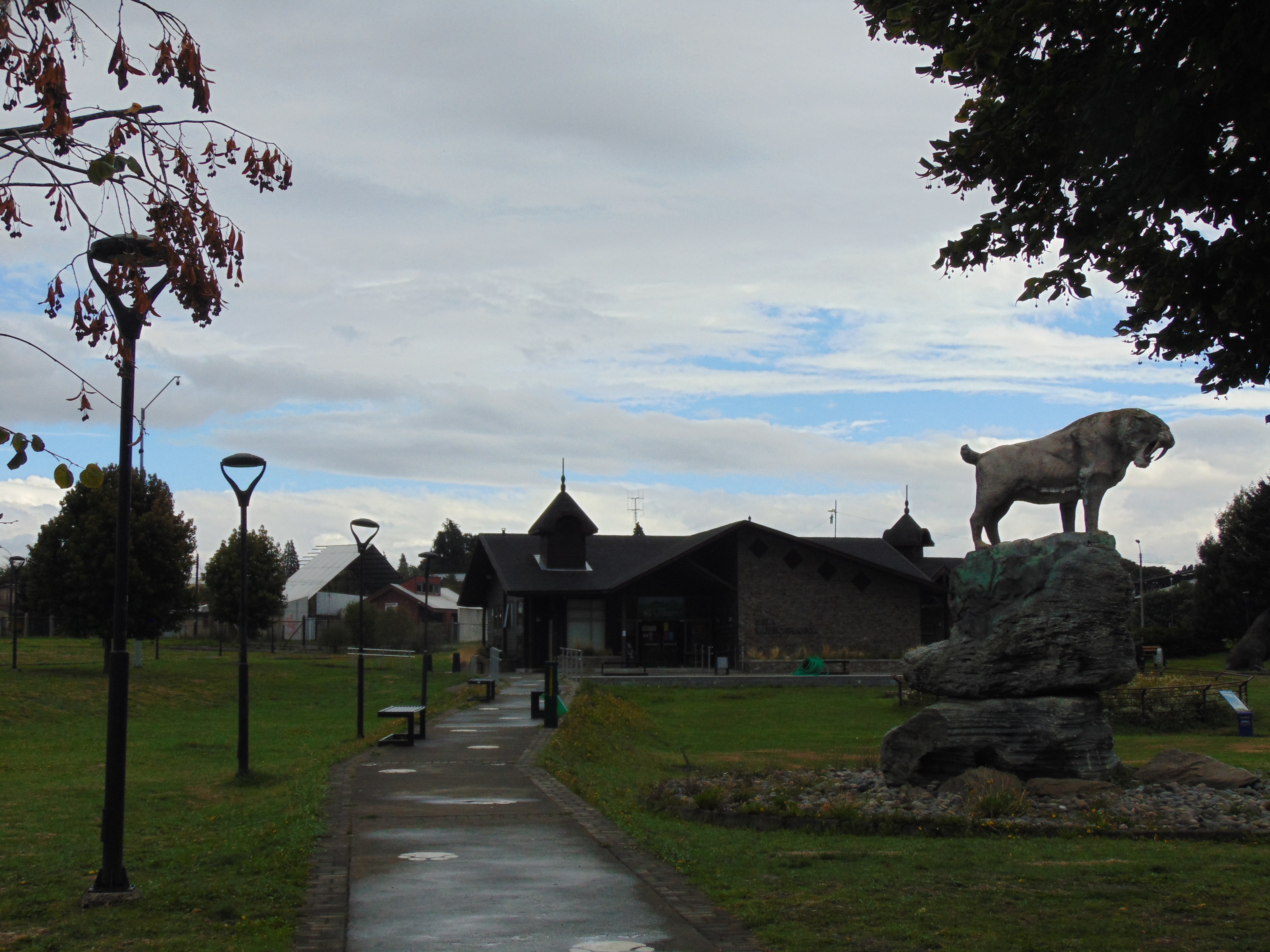
Museo Paleontológico Chuyaca